# Li Hak-Son
Li Hak-Son (Corea del Norte, 12 de agosto de 1969) es un deportista norcoreano retirado especialista en lucha libre olímpica donde llegó a ser campeón olímpico en Barcelona 1992.

## Carrera deportiva
En los Juegos Olímpicos de 1992 celebrados en Barcelona ganó la medalla de oro en lucha libre olímpica de pesos de hasta 52 kg, por delante del luchador estadounidense Zeke Jones (plata) y del búlgaro Valentin Yordanov (bronce).